# Юкурит
«Ю́курит» (фин. Mikkelin Jukurit) — хоккейная команда из города Миккели в Финляндии, выступает в Лииге. Основана в 1970 году.

## История
Команда была основана в 1970 году футбольным клубом «Миккелин Паллоильят». С 2000 года «Юкурит» выступает во второй по значимости финской лиге Местис. Команда четыре раза выигрывала чемпионат «Мestis» в 2001, 2002, 2003 и 2006. С сезона 2016/17 команда выступает в высшей лиге Финляндии.